# 晋侯緡
晋侯緡（しんこうびん、生年不詳 - 紀元前679年）は、中国の春秋時代の晋の君主。姓は姫、名は緡。

## 生涯
晋の鄂侯の子として生まれた。紀元前705年に甥の小子侯が殺害されると、翌年に緡が晋侯に擁立された。紀元前679年、曲沃の武公が翼の晋宗家を滅ぼし、晋侯緡も殺害された。翌年、武公が晋の国君と認められた。